# 李律仁
李律仁，BBS，SC，JP，香港資深大律師，前香港金融發展局主席、三十會召集人。
在獲得大律師資格前，李氏於1999年至2005年曾任職證券及期貨事務監察委員會，並曾於2001至2005年間出任證監會企業融資部總監。在加入證監會前，李氏曾在美國寳維斯律師行（Paul, Weiss, Rifkind, Wharton & Garrison）位於紐約的總部從事有關企業所得稅的法律專業服務。李氏現在香港天博大律師事務所（Temple Chambers）執業。
李氏為香港大學亞洲國際金融法研究院名譽研究員，古物諮詢委員會委員、城市規劃委員會委員、香港理工大學校董會成員及香港機場管理局成員。他亦曾經於《信報》寫文。

## 外部連結
- . 2019-10-31  [2013-01-18]. （原始内容存档于2019-10-31）.